# Samsic
Samsic ist ein französischer Dienstleistungskonzern mit Sitz in Cesson-Sévigné.

## Geschichte
Samsic wurde 1986 von Christian Roulleau unter dem Namen Société d’Application et de Maintenance des Surfaces Industrielles et Commerciales gegründet. Den Geschäftskern stellten zu Beginn Reinigungsdienstleistungen dar. Im Jahr 1992 stieg das Unternehmen auch in den Zeitarbeitssektor ein. Ab den Jahren 2001 und 2003 wurden Sicherheits- und Rezeptionsdienstleistungen angeboten. Durch die Übernahme von Dienstleistungsunternehmen in Belgien, den Niederlanden, Spanien und dem Vereinigten Königreich wuchs Samsic in den Folgejahren stark in Märkten außerhalb Frankreichs. Gleichzeitig erfolgte eine weitere Ausweitung der Geschäftstätigkeit auf Schulungsleistungen, technische Dienstleistungen und Leistungen speziell für Betreiber von Flughäfen und Kernkraftwerken. Im Jahr 2017 übernahm Samsic die deutsche epex group, die heute den Kern von Samsic Germany mit Sitz in Neu-Ulm darstellt.
Das Unternehmen sponsert unter anderem den Ligue-1-Fußballklub Stade Rennes (seit 2004) und das Radsportteam Team Arkéa-Samsic (seit 2018).